# Charte européenne des langues régionales ou minoritaires
- Pays ayant ratifié la Charte.
- Pays ayant signé mais pas ratifié la Charte.
- Pays membres du Conseil de l'Europe n'ayant pas signé la Charte.
- Pays non membres du Conseil de l'Europe.

Lire en ligne

Site du Conseil de l'Europe : État des signatures, résumé et texte de la Convention, site de la Charte

La Charte européenne des langues régionales ou minoritaires est un traité européen, proposé sous l'égide du Conseil de l'Europe et adopté en 1992 par son Assemblée parlementaire, destiné à protéger et favoriser les langues historiques régionales et les langues des minorités en Europe.
En 2017, vingt-cinq États l'ont signée et ratifiée, huit États l'ont signée sans la ratifier, et quatorze États ne l'ont ni signée, ni ratifiée. Conformément aux autres conventions proposées par le Conseil de l'Europe, la Charte n'est pas soumise de façon obligatoire aux États.

## Objectifs officiels
Selon le Conseil de l'Europe, la Charte est une convention destinée d'une part à protéger et à promouvoir les langues régionales ou minoritaires en tant qu’aspect menacé du patrimoine culturel européen et d’autre part à favoriser l’emploi de ces langues dans la vie privée et publique.

## Historique
La prise en compte des langues minoritaires et régionales est une préoccupation ancienne des institutions européennes. Dès 1957, l'Assemblée parlementaire (alors dénommée Assemblée consultative) vote une résolution (no 137) en faveur de la protection des minorités nationales. La recommandation 285 sur les Droits des minorités nationales, votée le 28 avril 1961, est la première à encourager la mise en place de mesures permettant aux minorités « d'employer leur propre langue ». En octobre 1981, la Recommandation 928 sur les Problèmes d'éducation et de culture posés par les langues minoritaires et les dialectes en Europe aborde encore plus spécifiquement la question en suggérant l'adoption de mesures en matière de normalisation toponymique, d'enseignement des langues, de médias et d'officialisation des langues. Cette dernière résolution apparaît comme importante dans l'optique de la formalisation de la future charte.
Le principe de rédaction d'une convention sur les langues a été par la suite acté par la Conférence des pouvoirs locaux et régionaux de l'Europe (CPLRE, actuel Congrès des pouvoirs locaux et régionaux), et la première version du texte a été le fruit d'un examen méthodique des situations linguistiques dans les différents pays, d'une audition publique et de la réflexion d'un comité d'experts, assisté par l'Assemblée parlementaire et des représentants du Parlement européen.
La Charte naît formellement dans la résolution 192 (1988) du Conseil de l'Europe, présentée lors de la 23e session de la CPLRE en mars 1988. Le Comité des ministres a alors appuyé la mise en place d'un comité ad hoc d'experts chargé de présenter une charte dans l'esprit de la résolution de 1988. L'Assemblée parlementaire et la CPLRE ont participé aux travaux, de nombreux comités spécialisés du Conseil ainsi que la Commission de Venise ont été auditionnés. La charte est finalement adoptée lors de la 478e réunion des Délégués des ministres le 25 juin 1992, et proposée à la signature le 5 novembre suivant à Strasbourg.
Le 20 octobre 2017, le Congrès des pouvoirs locaux et régionaux adopte sa résolution 424 (2017) par laquelle elle appelle les Etats à mettre en place une allocation budgétaire clairement identiﬁable pour la sauvegarde et la promotion des langues régionales. Elle appelle les Etats membres à œuvrer en faveur de la sauvegarde des langues régionales et minoritaires historiques, notamment par la facilitation et la promotion de leur usage écrit et oral, dans la vie privée comme dans la vie publique, en tant que ressource essentielle dont la préservation proﬁterait à l’économie, à la créativité, à la vitalité et au bien-être des populations régionales ou locales. Par ce texte, le CPLRE invite aussi les autorités locales et régionales des États membres du Conseil de l’Europe à prendre les mesures permettant de consolider et de développer l’enseignement des langues régionales ou minoritaires dans leurs régions, en offrant des conditions attrayantes (de préférence à travers des budgets spéciﬁques), contribuant ainsi à la création d’un espace européen cohérent et systématique d’apprentissage des langues régionales ou minoritaires; elle invite les autorités locales et régionales à coopérer avec les représentants des locuteurs de langues régionales ou minoritaires pour le développement et la mise en place de politiques et services les concernant et d'améliorer la coopération régionale et transfrontalière en vue d’assurer l’accès aux services fournis dans les langues régionales ou minoritaires dans les États-parents.

## Contenu
La Charte se divise en un préambule et cinq parties, pour un total de 23 articles.
- Préambule : justification de la pertinence de la Charte ;
- Partie I : dispositions générales et mention des langues concernées (art. 1 à 6) ;
- Partie II : déclinaison des différents objectifs du texte (art. 7) ;
- Partie III : présentation des engagements auxquels peuvent et doivent consentir les États ayant ratifié (art. 8 à 14) ;
- Partie IV : modalités d'application de la Charte et du suivi de cette application (art. 15 à 17) ;
- Partie V : dispositions finales (art. 18 à 23).

### L'esprit de la charte (préambule)
Le préambule justifie en quoi la Charte concourt aux objectifs de paix, de respect des droits de l'Homme et des libertés fondamentales du Conseil de l'Europe, notamment en se réclamant de la Convention européenne des droits de l'homme et des Accords d'Helsinki. La protection et la promotion des langues régionales et minoritaires y sont défendues comme participant au renforcement de la démocratie, de la diversité culturelle, tout en restant « dans le cadre de la souveraineté nationale et de l'intégrité territoriale ».

### Langues concernées et engagements (partie I)

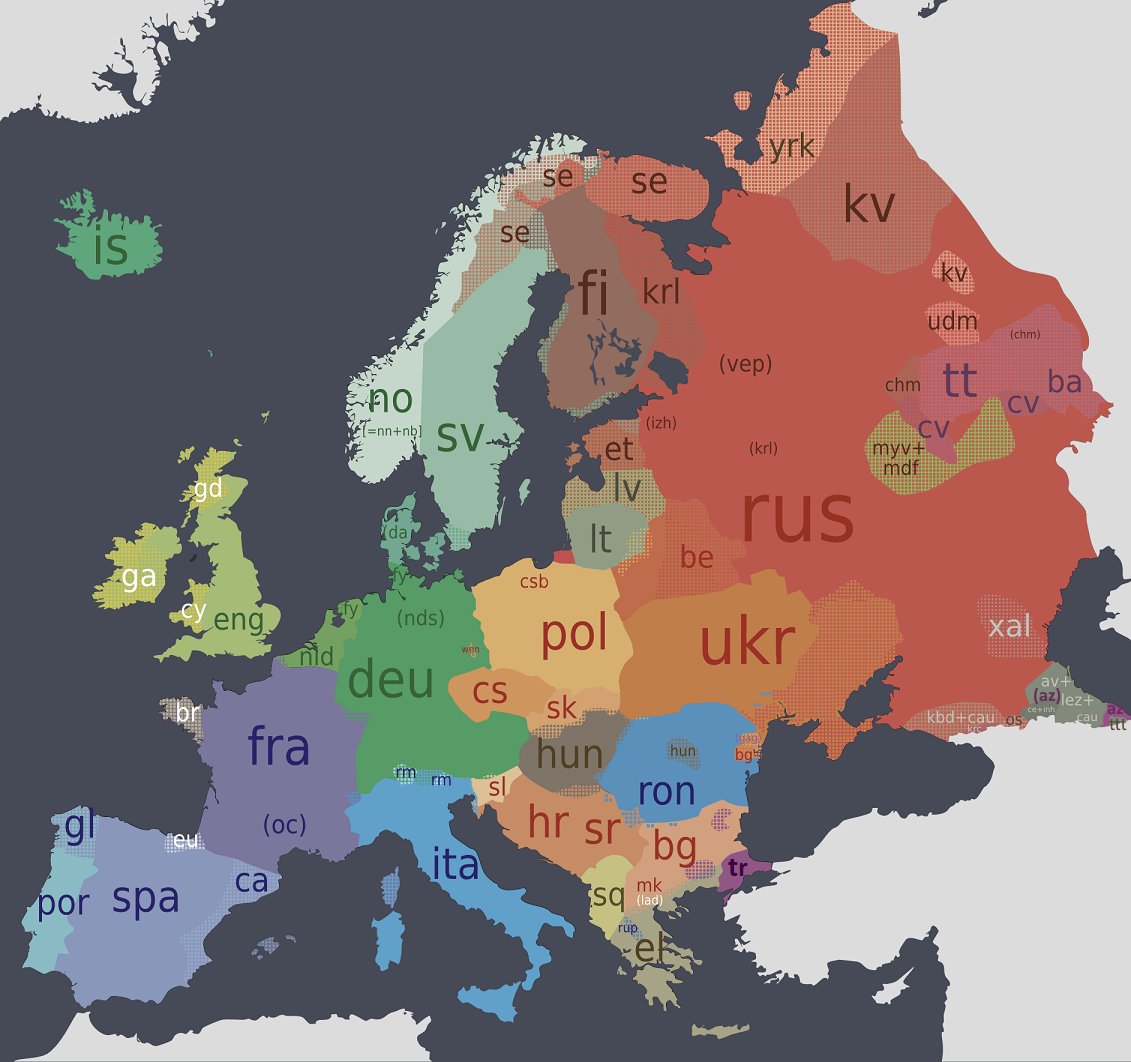
Distribution approximative des langues parlées actuellement en Europe.

Les langues concernées par cette convention sont les langues traditionnellement employées par les ressortissants d'une partie d'un État européen. Elle s'applique essentiellement aux langues parlées par une minorité du pays :
- les langues « régionales », c'est-à-dire les langues parlées localement au sein même de l'État, distinctes de la ou des langue(s) officielle(s) de l'État lui-même (les langues créoles dans certains départements et régions des outre-mer; le breton en Bretagne ; le corse en Corse ; l'alsacien en Alsace ; le flamand en Flandre par exemple) ;
- les langues « minoritaires », c'est-à-dire les langues parlées par une minorité importante implantée dans le pays, par exemple l'allemand parlé par une minorité allemande au Danemark, le hongrois dans les pays frontaliers ou le russe dans les pays baltes.

La Charte ne mentionne aucun seuil démographique, et les laisse à la libre appréciation des États.
Cependant, l’expression « langues régionales ou minoritaires », au sens de la Charte, « n'inclut ni les dialectes de la (des) langue(s) officielle(s) de l'État ni les langues des migrants » (Article 1 de la Charte). Ce choix sémantique a fait l'objet d'importants débats ; cette double appellation est souvent remplacée en anglais par l'expression lesser-used languages, qui permet de contourner l'arrêt d'une définition de la dimension « minoritaire » politiquement discutée. L'expression non-territorial language est également employée pour définir les langues des minorités nomades ou sans territoire spécifique, comme les Juifs d'Europe de l'Est ou les Roms.
La partie I explicite également la nature de l'engagement des États.

### Actions imposées et proposées aux États signataires

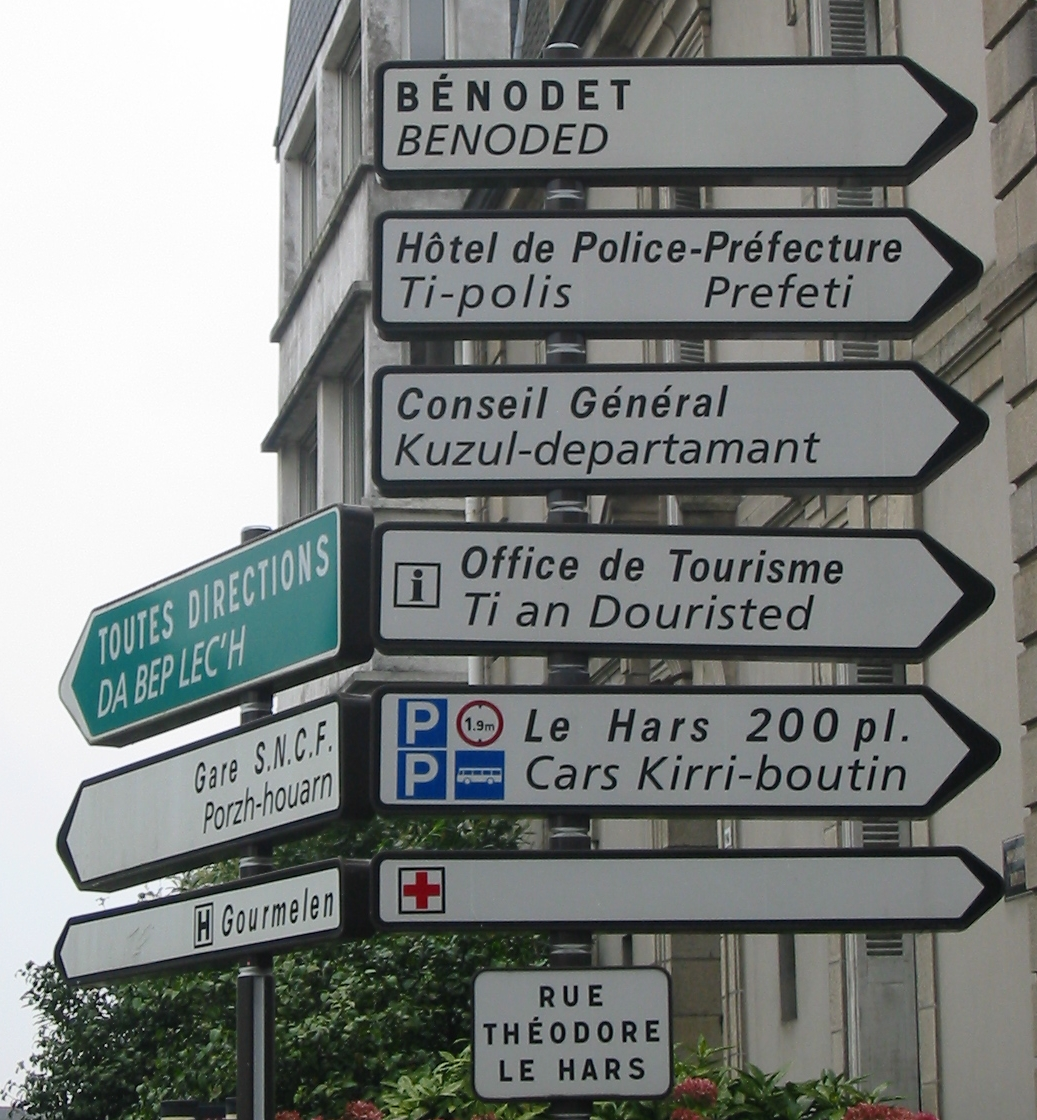
Un exemple d'action proposé par la charte : la signalisation bilingue, ici en français et en breton, à Quimper.

Les engagements que les États parties doivent respecter sont précisés dans les parties II et III. Ils se répartissent en deux catégories : des dispositions et objectifs généraux (énoncés dans la partie II du texte de la Charte), et des engagements concrets et précis, listés dans la partie III.

#### Objectifs généraux (partie II)
Les États ayant signé et ratifié la charte s'engagent à respecter les huit principes suivants  :
- reconnaître les langues régionales ou minoritaires en tant qu’expression de la richesse culturelle ;
- respecter l’aire géographique de chaque langue régionale ou minoritaire ;
- entreprendre une action résolue de promotion de ces langues ;
- faciliter et encourager l’usage oral et écrit dans la vie publique et dans la vie privée ;
- mettre à disposition de formes et de moyens adéquats d’enseignement à tous les stades appropriés ;
- promouvoir des échanges transfrontaliers ;
- interdire toute forme de distinction, discrimination, exclusion, restriction ou préférence injustifiées portant sur la pratique d’une langue régionale ou minoritaire et ayant pour but de décourager ou de mettre en danger le maintien ou le développement de celle-ci ;
- promouvoir la compréhension mutuelle entre tous les groupes linguistiques du pays.

#### Engagements concrets (partie III)
La charte propose un grand nombre d'actions différentes que les États signataires peuvent entreprendre pour protéger et favoriser les langues historiques régionales et de minorités. Les États doivent entreprendre au moins trente-cinq de ces actions, réparties en sept thématiques.
- Enseignement (art. 8)
- Justice (art. 9)
- Autorités administratives et services publics (art. 10)
- Médias (art. 11)
- Activités et équipements culturels (art. 12)
- Vie économique et sociale (art. 13)
- Échanges transfrontaliers (art. 14)

Parmi ces différentes mesures, se trouvent l'ouverture d'écoles spécialisées dans l'enseignement d'une langue protégée (art. 8), la mise en place d'une signalisation routière bilingue (art. 10, parag. 2, lettre g), l'utilisation de la langue dans la sphère judiciaire (art. 9, parag. 1), le soutien financier aux médias en langues régionales (art. 11) ou encore la possibilité d'être soigné par un personnel qualifié pour utiliser lesdites langues (art. 13, parag. 2, lettre c).

#### Articulation des deux niveaux
En raison de la diversité des situations nationales et des contextes politiques, culturels et juridiques, et parce qu'ils en ont la liberté, certains États ne respectent la Charte qu'au titre des objectifs généraux (partie II). De même, au sein même d'un État, une langue peut ne bénéficier du niveau de protection que de la partie II, tandis qu'une autre sera également soumise à des mesures de la partie III. Enfin, au sein d'une même langue au sein d'un même État, la situation peut varier selon les régions,.

## Procédure

### Adhésion
Tous les pays membres du Conseil de l'Europe sans exception peuvent signer cette Charte, même s'ils ne possèdent aucune langue régionale et minoritaire (c'est le cas pour le Luxembourg par exemple). Les États peuvent choisir de reconnaître les langues qu'ils souhaitent mais celles-ci doivent être en accord avec les règles fixées par la Charte. En outre, les États peuvent décider d'ajouter d'autres langues par la suite, outre celles déjà proposées lors de la ratification. 
Excepté sur certaines dispositions de l'article 7 de la Charte, aucune réserve n'est autorisée.
La charte est entrée en vigueur le 1er mars 1998. Après ratification, un pays a trois mois pour s'engager sur les critères.

### Démarche d'application
L'application de la Charte n'entre en vigueur qu'après signature et ratification, qui traduisent la mise en œuvre de mesures concrètes par les États.
Compte tenu de la très grande disparité des situations linguistiques, logistiques et économiques selon les États, le texte de la Charte permet une grande flexibilité dans l'application des engagements. Cette souplesse permet aussi de ménager les sensibilités dans les contextes où la question linguistique suscite les controverses et les tensions. Les principes généraux énoncés dans la partie II peuvent ainsi s'appliquer à tous les contextes, tandis que les mesures énoncées dans la partie III sont plus précises et s'appliquent à des contextes plus spécifiques.

### Suivi
À l'instar de ce qu'il pratique pour l'ensemble de ses conventions, le Conseil de l'Europe a mis en place un mécanisme de suivi destiné à évaluer l'application effective de la Charte par les États qui se sont engagés à la mettre en application. Ce suivi s'effectue par le biais de trois dispositifs : la remise d'un rapport périodique triennal par les États, la veille active d'un comité d'experts et du Comité des ministres du Conseil, et les rapports biennaux du Secrétaire général du Conseil. Les modalités du suivi sont détaillées dans la partie IV du texte de la Charte. Des guides linguistiques proposent en outre un aperçu global des dispositions appliquées aux langues couvertes par la Charte.

#### Rapport périodique des États parties
Les États signataires ont ainsi pour obligation de fournir tous les trois ans au Secrétaire général du Conseil de l'Europe un rapport où sont consignées les mesures politiques précises mises en œuvre pour respecter les engagements initiaux. Ces rapports sont rendus publics. Chaque séquence triennale correspond à un « cycle de suivi ».

#### Organes de veille: Comité d'experts et Comité des Ministres

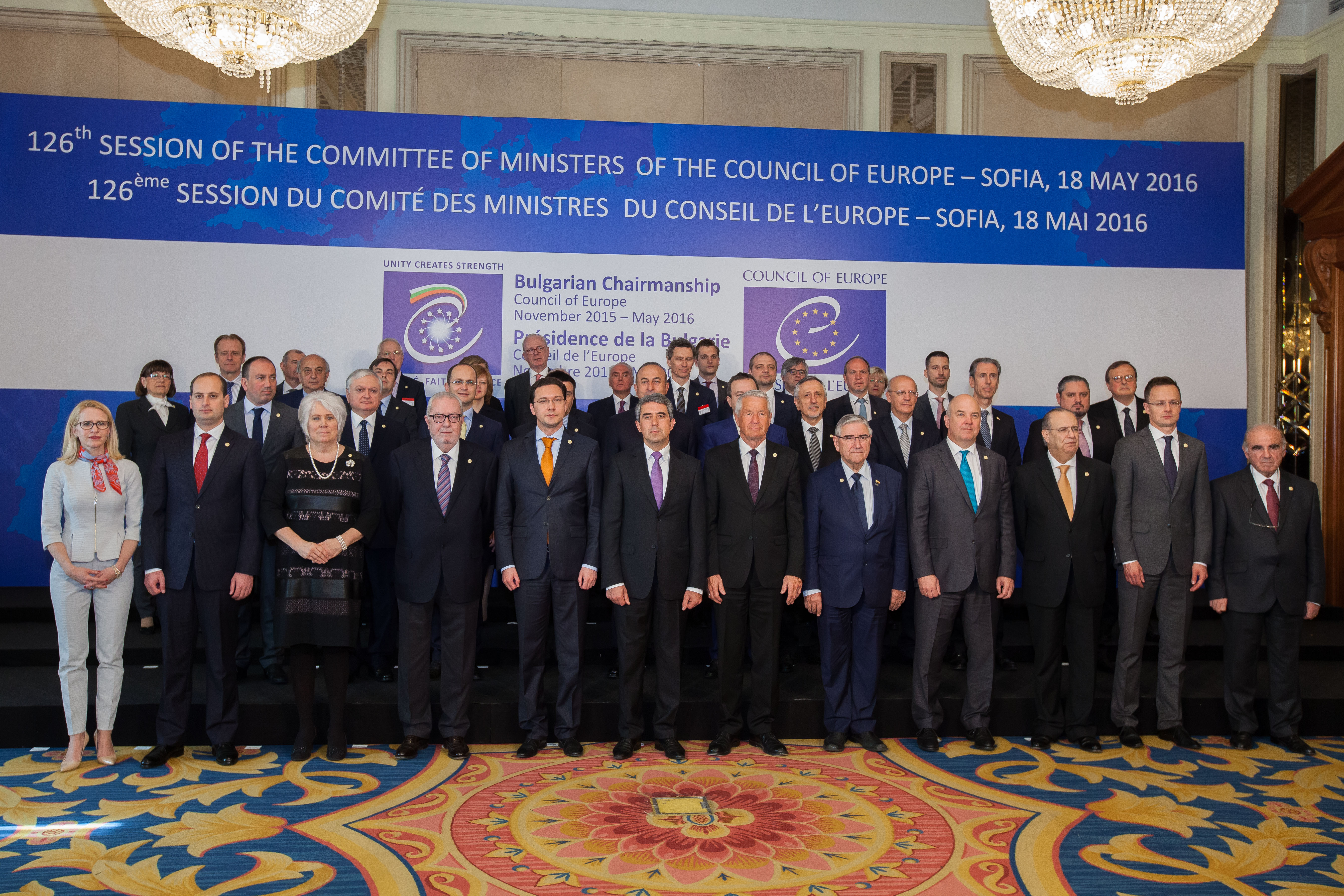
Le Comité des ministres du Conseil de l'Europe (ici en 2016) est chargé d'adresser aux États-parties les recommandations que le Comité d'experts de la Charte juge indispensables pour la bonne application des engagements.

C'est principalement à un Comité d'experts indépendants qu'est attribuée la tâche du suivi. C'est cet organe qui est chargé de l'examen du rapport périodique fourni par l'État. Mis en place conformément à l'article 17 de la Charte, le Comité est composé d'autant de membres qu'il y a d'États parties. Ces membres sont désignés par le Comité des ministres du Conseil de l'Europe, parmi une liste présentée par l'État de personnes jugées compétentes.
S'il l'estime utile, par exemple s'il juge certains éléments du rapport périodique trop évasifs, le Comité peut adresser un certain nombre de questions à l'État concerné, voire effectuer une visite sur le terrain pour apprécier au mieux l'application des engagements liés à la Charte. C'est également le Comité qui répond aux sollicitations des acteurs externes (organisations non gouvernementales) qui peuvent l'interpeler au sujet de l'application de la Charte par l'État.
En 2017, le Comité d'experts est composé de 25 membres, soit autant que le nombre d'États ayant signé et ratifié la Charte. Le Comité est présidé depuis 2013 par la Croate Vesna Crnić-Grotić, professeure de droit international à l'Université de Rijeka, et ses deux vice-présidents sont l'Allemand Stefan Oeter (de), professeur de droit à l'Université de Hambourg et le linguiste suédois Jarmo Lainio (sv).
Si le Comité d'experts constate des manquements dans l'application, il peut énoncer des recommandations aux États dans un rapport qu'il réalise lui-même et qu'il adresse alors au Comité des ministres. C'est à ce dernier d'évaluer l'intérêt de rendre ou non public ce rapport, et de décider de la nature des recommandations à transmettre aux États pour que ces derniers se mettent en conformité avec les obligations découlant de la Charte. Une médiation peut ensuite être décidée par le Conseil de l'Europe  ; elle se tient sous la houlette d'un membre du Comité d'experts, associe les autorités politiques nationales et les représentants de minorités, et doit permettre de dégager des pistes de résolution. Une telle médiation a été mise en place en 2009 en Serbie.

#### Rapport biennal du Secrétaire général du Conseil
Tous les deux ans depuis 2000, le Secrétaire général du Conseil de l'Europe publie un rapport détaillé sur l'application de la Charte, qui est présenté aux élus de l'Assemblée parlementaire.

### Promotion de la ratification
Le Conseil de l'Europe mène une politique active de promotion de la ratification, notamment à l'égard des États qui s'étaient initialement engagés à le faire et/ou qui ont signé la Charte sans pour autant la ratifier. Pour ce faire, il met à disposition une assistance juridique chargée de conseiller les autorités intéressées et développe des campagnes de communication.
Dans cet exercice de lobbying, le Conseil est soutenu par un ensemble d'organisations non gouvernementales engagées sur les questions linguistiques et les enjeux liés aux droits de l'homme, mais aussi par des acteurs locaux et nationaux, notamment des élus favorables à la ratification qui peuvent décider la mise en place de versions infra-nationales de la Charte pour concrétiser leurs engagements et ainsi inciter les responsables nationaux à s'inspirer de ces expériences pour enclencher une ratification nationale. En France, par exemple, plusieurs collectivités alsaciennes ont voté des « Chartes locales ».

## Signatures et ratifications par pays
| Pays               | Date de signature | Date de ratification | Date d'entrée en vigueur | Langues concernées par l'instrument de ratification | Langues minoritaires non concernées |
| ------------------ | ----------------- | -------------------- | ------------------------ | --- | --- |
| Albanie            |                   |                      |                          | | - grec - macédonien - romani |
| Allemagne          | 5 novembre 1992   | 16 septembre 1998    | 1er janvier 1999         | - danois (Schleswig-Holstein) - haut sorabe (Saxe) - bas sorabe (Brandebourg) - frison septentrional (Schleswig-Holstein) - frison saterois (Basse-Saxe) - bas allemand (Brême, Hambourg, Mecklembourg-Poméranie-Occidentale, Basse-Saxe, Schleswig-Holstein) Dispositions spécifiques : - romani (Sintis et Roms de nationalité allemande) - bas allemand (Brandebourg, Rhénanie-du-Nord-Westphalie, Saxe-Anhalt) | luxembourgeois |
| Andorre            |                   |                      |                          | | espagnol |
| Arménie            | 11 mai 2001       | 25 janvier 2002      | 1er mai 2002             | - langue assyrienne - yesidi - grec - russe - kurde | |
| Autriche           | 5 novembre 1992   | 28 juin 2001         | 1er octobre 2001         | - burgenlandcroate (Burgenland) - slovène (Carinthie) - hongrois (Burgenland) Dispositions spécifiques : - tchèque (Vienne) - slovène (Vienne et Styrie) - rom (Burgenland) - hongrois (Vienne) | |
| Azerbaïdjan        | 21 décembre 2001  |                      |                          | | |
| Belgique           |                   |                      |                          | | |
| Bosnie-Herzégovine | 7 septembre 2005  | 21 septembre 2010    | 1er janvier 2011         | - albanais - monténégrin - tchèque - italien - macédonien - allemand - polonais - roumain - rysin - slovaque - slovène - turc - ukrainien - langues juives (yiddish et ladino) Dispositions spécifiques : romani | |
| Bulgarie           |                   |                      |                          | | - aroumain - gagaouze - romani - roumain - turc |
| Chypre             | 12 novembre 1992  | 26 août 2002         | 1er décembre 2002        | Dispositions spécifiques : - arménien - arabe maronite chypriote | |
| Croatie            | 5 novembre 1997   | 5 novembre 1997      | 1er mars 1998            | - italien - serbe - hongrois - tchèque - slovaque - ruthène - ukrainien , | - romani - slovène - roumain |
| Danemark           | 5 novembre 1992   | 8 septembre 2000     | 1er janvier 2001         | allemand (sud du Jutland) | |
| Espagne            | 5 novembre 1992   | 9 avril 2001         | 1er août 2001            | Les langues régionales ou minoritaires considérées sont les langues reconnues comme officielles dans les statuts d'autonomie des communautés autonomes du Pays basque, de Catalogne, des îles Baléares, de Galice, de la Communauté valencienne et de Navarre (voir ci-dessous). | - arabe dialectal et langues berbères (Ceuta (arabe dialectal marocain) et Melilla (rifain)) - astur-léonais (Cantabrie (asturien) et Estrémadure, (estrémègne)) - romani |
| Estonie            |                   |                      |                          | | russe |
| Finlande           | 5 novembre 1992   | 9 novembre 1994      | 1er mars 1998            | - langues sames - suédois - romani - carélien | |
| France             | 7 mai 1999        |                      |                          | | Voir ci-dessous une liste des langues potentiellement concernées |
| Géorgie            |                   |                      |                          | | - araméen - arménien - azéri |
| Grèce              |                   |                      |                          | | - aroumain - albanais - gagaouze - bulgare-slave « macédonien » - pontique - romani - tsakonien - turc                                                                    |
| Hongrie            | 5 novembre 1992   | 26 avril 1995        | 1er mars 1998            | - croate - allemand - roumain - serbe - slovaque - slovène | - arménien - bulgare - grec - polonais - romani - ruthène - ukrainien |
| Irlande            |                   |                      |                          | | |
| Islande            | 7 mai 1999        |                      |                          | | |
| Italie             | 27 juin 2000      |                      |                          | | - albanais - allemand - catalan - croate - français - francoprovençal - frioulan - grec - ladin - occitan - sarde - slovène - romani                                      |
| Lettonie           |                   |                      |                          | | - russe - live - romani |
| Liechtenstein      | 5 novembre 1992   | 18 novembre 1997     | 1er mars 1998            | Il n'y a pas de langues régionales ou minoritaires | alémanique |
| Lituanie           |                   |                      |                          | | - russe - polonais |
| Luxembourg         | 5 novembre 1992   | 22 juin 2005         | 1er octobre 2005         | | |
| Macédoine          | 25 juillet 1996   |                      |                          | | - albanais - turc - aroumain - romani |
| Malte              | 5 novembre 1992   |                      |                          | | |
| Moldavie           | 11 juillet 2002   |                      |                          | | - gagaouze - russe - ukrainien |
| Monaco             |                   |                      |                          | | - italien - monégasque |
| Monténégro         | 22 mars 2005      | 15 février 2006      | 6 juin 2006              | - bosnien - croate - serbe - albanais | - romani |
| Norvège            | 5 novembre 1992   | 10 novembre 1993     | 1er mars 1998            | sami | kvène |
| Pays-Bas           | 5 novembre 1992   | 2 mai 1996           | 1er mars 1998            | - frison occidental (province de Frise) - langues basses saxonnes - yiddish - romanes - langue du Limbourg, | |
| Pologne            | 12 mai 2003       | 12 février 2009      | 1er juin 2009            | - langue régionale : cachoube (Poméranie orientale) - langues des minorités nationales : biélorusse, tchèque, hébreu, yiddish, lituanien, allemand, arménien, russe, slovaque, ukrainien - langues des minorités ethniques : karaïm, lemk, romani, tatar - langues non territoriales : hébreu, yiddish, karaïm, arménien, romani                                                                                   | |
| Portugal           |                   |                      |                          | | - mirandais |
| Roumanie           | 17 juillet 1995   | 29 janvier 2008      | 1er mai 2008             | - albanais - arménien - bulgare - tchèque - croate - allemand - grec - italien - yiddish - macédonien - hongrois - polonais - romani - russe - ruthène - serbe - slovaque - tatar - turc - ukrainien | - aroumain |
| Royaume-Uni        | 2 mars 2000       | 27 mars 2001         | 1er juillet 2001         | - gallois - gaélique d'Écosse - irlandais (Irlande du Nord) - écossais - écossais d'Ulster (Irlande du Nord) - cornique - gaélique de l’ile de Man (île de Man), | |
| Russie             | 10 mai 2001       |                      |                          | | Nombreuses langues |
| Saint-Marin        |                   |                      |                          | | émilien-romagnol |
| Serbie             | 22 mars 2005      | 15 février 2006      | 1er juin 2006            | - albanais - bosniaque - bulgare - croate - hongrois - rom - roumain - ruthène - slovaque - ukrainien | macédonien |
| Slovaquie          | 20 février 2001   | 5 septembre 2001     | 1er janvier 2002         | - allemand - bulgare - croate - hongrois - polonais - rom - ruthénien - tchèque - ukrainien | |
| Slovénie           | 3 juillet 1997    | 14 octobre 2000      | 1er janvier 2001         | - rom - italien - hongrois | |
| Suède              | 9 février 2000    | 9 février 2000       | 1er juin 2000            | - sami - finnois - meänkieli (finnois tornédalien) - romani chib - yiddish | |
| Suisse             | 8 octobre 1993    | 23 décembre 1997     | 1er avril 1998           | - romanche - italien - francoprovençal - franc-comtois - yéniche - yiddish | |
| Tchéquie           | 9 novembre 2000   | 15 novembre 2006     | 1er mars 2007            | - polonais (districts de Frýdek-Místek et de Karviná de la région de Moravie-Silésie) - slovaque Dispositions spécifiques : - allemand - romani | |
| Turquie            |                   |                      |                          | | - arabe mésopotamien - arménien - assyrien - azéri - bulgare - kurde - pontique - sefardi                                                                                 |
| Ukraine            | 2 mai 1996        | 19 février 2005      | 1er janvier 2006         | - allemand - biélorusse - bulgare - gagaouze - grec - hongrois - langues juives - moldave-roumain - polonais - russe - tatar de Crimée - slovaque | rusyn |

Légende : Pays : pays ayant signé et ratifié la charte, Pays : pays ayant simplement signé la charte, Pays : pays n'ayant ni signé, ni ratifié la charte.
Les langues soulignées sont les langues citées dans les déclarations des États.

## Observations

### Allemagne
- Le sorabe est une langue slave parlée en Lusace à l’est de la Saxe et au sud-est du Brandebourg. On distingue le haut-sorabe et le bas-sorabe

### Belgique
Le 24 décembre 1990, la Communauté française de Belgique (Fédération Wallonie-Bruxelles) a reconnu le statut de « langue régionale endogène » à plusieurs langues régionales de Wallonie, et a été mis en place un Conseil des langues régionales endogènes (wa), épaulé par le Service des Langues régionales endogènes de la Communauté française. Cependant, cette décision n'entraine aucune disposition politique automatique, et le français demeure seule langue officielle et acceptée dans l'administration.
Les langues concernées en région wallonne sont le wallon, gaumais, picard, champenois pour les langues romanes et le francique carolingien et le francique mosellan (luxembourgeois, qui est parlé au pays d'Arlon et à Saint-Vith) pour les langues germaniques.
En 2011, dans le cadre de l'examen périodique universel du Conseil des droits de l'homme des Nations unies, la Hongrie a recommandé à la Belgique de ratifier la Charte européenne des langues régionales ou minoritaires. La Belgique a mis cette recommandation en suspens.
Tant le Conseil des langues régionales endogènes que le Conseil de la Langue française, des Langues régionales endogènes et des Politiques linguistiques qui l'a remplacé en 2020 se sont prononcés en faveur de la signature et de la ratification de la Charte européenne des langues régionales ou minoritaires par la Belgique,
À partir de 2022, la Charte européenne des langues régionales ou minoritaires a fait l'objet de motions de soutien des communes d'Aywaille, Beauvechain, Châtelet, Ciney, Clavier, Crisnée, Ellezelles, Fosses-la-Ville, Ittre, Jalhay, Plombières, Sivry-Rance, Theux et Trois-Ponts, qui ont ainsi demandé officiellement à la Fédération Wallonie-Bruxelles de « poursuivre ses démarches en vue d’une signature et d’une ratification par la Belgique de ce traité » et se sont engagées à soutenir « [d]ès la signature et la ratification de ce traité par la Belgique […] les actions qui seront retenues dans l’instrument de ratification définitif et qui relèveront de [leurs] compétences ».

### Croatie
- L'italien est parlé en Istrie et le serbe en Slavonie et en Krajina, mais ces territoires ne sont pas mentionnés dans la déclaration de la Croatie.

### Danemark
Le Danemark considère que le féroïen dans les îles Féroé et le groenlandais au Groenland jouissent d'un haut degré de protection et qu'ainsi les dispositions de la Charte ne lui sont pas applicables,.

### Espagne
Dans la déclaration en français de l'Espagne au Conseil de l'Europe, il est écrit :
« L’Espagne déclare que, aux fins prévues dans les articles cités, sont considérées comme langues régionales ou minoritaires, les langues reconnues comme officielles dans les Statuts de l’Autonomie des Communautés Autonomes du Pays basque, de la Catalogne, des Iles Baléares, de la Galicie, de Valence et de Navarre.
L’Espagne déclare également, aux mêmes fins, que l’on considère comme langues régionales ou minoritaires celles que les Statuts de l’Autonomie protègent et sauvegardent dans les territoires où elles se parlent traditionnellement. »
La constitution espagnole de 1978 reconnait dans son préambule et à son article 3 que le Castillan est la langue nationale et que les communautés autonomes ont le droit d'adopter une ou des langues officielles, ces dernières devenant de jure langue co-officielle
Les langues suivantes sont donc officiellement reconnues :
- aragonais ;
- aranais : occitan du Val d'Aran, langue coofficielle du Val d'Aran depuis 1999 et dans toute la Catalogne depuis 2006 ;
- asturien ;
- basque : langue coofficielle dans la communauté autonome du Pays basque depuis 1978 et protégée dans la Communauté forale de Navarre ;
- catalan : langue coofficielle en Catalogne, dans les îles Baléares et dans la Communauté valencienne (où la langue catalane est appelée valencien) depuis 1978 ;
- galicien : langue coofficielle de Galice depuis 1978.

Dans son communiqué du 21 janvier 2016, le Comité des ministres du Conseil de l'Europe a salué le « niveau très élevé de protection des langues co-officielles » mis en place par les autorités espagnoles, tout en constatant de nombreuses difficultés dans la mise en place de personnels habilités à assurer dans les langues concernées les services requis par la Charte.

### Finlande
- Le same ou lapon est parlé en Laponie.
- Le suédois est une langue coofficielle. Il est parlé en Ostrobotnie et à Åland.

### France
La France a signé la Charte le 7 mai 1999.
Le Conseil économique et social des Nations unies a, en 2008, « suggéré » et « recommandé » à la France d'« envisager » la ratification de cette Charte.
L'Assemblée nationale a adopté en janvier 2014 un amendement constitutionnel permettant la ratification du traité, ce qui est une promesse de campagne de François Hollande, devenu Président de la République en 2012. Le Sénat devait débattre de l’amendement proposé entre le 27 octobre et le 3 novembre 2015.
Ce « possible » traité concernait uniquement les langues qui sont encore parlées et non celles qui ont disparu. Étaient concernées : « le basque, le breton, le catalan, le corse, le néerlandais (flamand occidental et néerlandais standard), l’allemand (dialectes de l’allemand et allemand standard, langue régionale d’Alsace-Moselle) et l’occitan ».
Le texte est finalement rejeté par le Sénat le 27 octobre 2015.
Le rapport du comité consultatif pour la promotion des langues régionales et de la pluralité linguistique interne a établi en 2013 une liste des langues susceptibles d'être concernées par la charte :
France métropolitaine :
- basque ;
- breton ;
- catalan ;
- corse ;
- dialectes alémanique et francique : alsacien et francique mosellan ;
- flamand occidental ;
- franco-provençal ;
- langues d'oïl : franc-comtois, wallon, champenois, picard, normand, gallo, poitevin-saintongeais, lorrain, bourguignon-morvandiau ;
- occitan ou langue d'oc : gascon, languedocien, provençal, auvergnat, limousin, vivaro-alpin ;
- parlers liguriens.

Outre-mer :
- Créoles des départements d'outre-mer : créoles à base lexicale française : guadeloupéen, guyanais, martiniquais, réunionnais ;
- Guyane
  - créole à base lexicale française : guyanais ;
  - créoles bushinengue (à base anglo-portugaise) : saramaca, aluku, ndjuka, paramaca ;
  - langues amérindiennes : kali’na, wayana, palikur, arawak, wayãpi, émérillon ;
  - hmong.
- Mayotte : mahorais (shimaoré) et malgache de Mayotte (shibushi) ;
- Polynésie française : tahitien, marquisien, langue des Tuamotu, mangarévien, langues des îles Australes ;
- Wallis-et-Futuna : wallisien, futunien ;
- Nouvelle-Calédonie : 28 langues kanak :
  - Grande Terre : nyelâyu, nêlêmwa-nixumwak, caac, yuanga-zuanga, jawe, nemi, fwâi, pije, pwaamèi, pwapwâ, langue de Voh-Koné, cèmuhî, paicî, ajië, arhâ, arhö, 'ôrôê, neku, sîshëë, tîrî, xârâcùù, xârâgurè, drubea, nââ numèè ;
  - Îles Loyauté : nengone, drehu, iaai, fagauvea.

Langues « non territoriales » :
- arabe dialectal ;
- arménien occidental ;
- berbère ;
- judéo-espagnol ;
- romani ;
- yiddish ;
- langue des signes française.

### Luxembourg
Le Luxembourg a ratifié la charte mais n'a pas fait de déclaration particulière. Les langues officielles du Luxembourg sont le luxembourgeois, le français et l'allemand.

### Serbie
Le 28 novembre 2009, une conférence de médiation s'est tenue à Novi Sad, à l'instigation du Conseil de l'Europe et du Vojvodina Centre for Human Rights, en prolongement du mécanisme de suivi mis en place pour évaluer la bonne application des engagements de l'État. Elle a servi de prétexte à l'énonciation de recommandations à destination des autorités politiques du pays, devant faciliter et améliorer l'application locale de la Charte.

### Suisse
La Suisse a ratifié la charte, le 23 décembre 1997, bien qu'elle n'ait aucune langue régionale ou minoritaire [réf. nécessaire] puisque toutes les langues nationales du pays sont langues officielles (allemand, français, italien, romanche) ; elle l'a fait pour le cas, prévu dans l'art. 3 al. 1 de la charte, de « langue officielle moins répandue » et a pour cela reconnu les langues suivantes :
- Italien parlé au Tessin et dans les Grisons ;
- Romanche parlé dans les Grisons ;
- Yéniche (qui n'est pas langue officielle).

Depuis le 7 décembre 2018, elle reconnait également d’autres langues minorisées. :
- le franc-comtois, parlé au Jura ;
- l’arpitan, parlé dans le reste de la Suisse romande.

Les recommandations du Conseil de l’Europe étant de reconnaitre l’arpitan comme langue régionale ou minoritaire, le Conseil fédéral a logiquement élargi cette reconnaissance au franc-comtois.

### Ukraine
Contrairement aux autres États ayant ratifié la Charte, l'Ukraine a choisi de reconnaître les langues de l'ensemble des minorités présentes sur son territoire mais a préféré reconnaître l'hébreu, plutôt que le yiddish, pour sa minorité juive.

### État non membre
La Biélorussie, État non-membre du Conseil de l'Europe, mais candidat à l'adhésion, et bien que pouvant le faire, n'a pas signé la charte.

## Critiques
La Charte est critiquée et combattue dans certains pays, notamment la France, par certains responsables politiques et chercheurs défendant des positions souverainistes, qui y voient l'expression d'une revendication communautariste et une atteinte à l'unité nationale. L'essayiste et éditrice Françoise Morvan voit dans le mouvement favorable à la ratification du texte l'expression d'une idéologie ethniste et raciste ; elle évoque les travaux des germanistes Lionel Boisson et Yvonne Bollmann qui affirment que la Charte aurait été portée par l'Union fédéraliste des communautés ethniques européennes dont les fondements idéologiques s'appuieraient sur le pangermanisme. Ces théories sont cependant qualifiées de « rumeur ou de manipulation idéologique » par un universitaire comme Philippe Blanchet.
La difficulté de mettre en place des mesures concrètes de protection constituerait un argument pour les États refusant de ratifier la Charte après l'avoir signée.
L'absence de ratification de la Charte par l'Estonie, la Lettonie et la Lituanie est attribuée par le Parlement européen au passé soviétique des pays baltes, qui peinent à reconnaître l'importante minorité russophone qui y réside.